# Црква босанска
Црква босанска је била црквена заједница босанских хришћана у средњем веку. Иако је Католичка сматралa јеретичком, њени припадници су себе сматрали православним хришћанима. И дан-данас се у науци воде расправе о карактеру Цркве босанске и њеној повезаности са богумилским покретом.
Црква босанска је пружала уточиште верским прогнаницима са разних страна: богумилима из Рашке, патаренима из Далмације и катарима са запада, због чега је покретано више крсташких похода на Босну.
Црква босанска престала је да постоји након слома средњовековне босанске државе и османског освајања Босне 1463. године.

## Уређење
Међу припадницима Цркве босанске разликовали су се прави хришћани (духовници, који су се у придржавали свих верских канона) и мрсни односно мирски људи — мирјани (верници, који се нису морали строго придржавати верских прописа). Назив хришћанин или прави хришћанин, се често схвата у значењу речи монах, због подвижничког живота који су испуњавали. За разлику од источне и западне цркве, чија су звања на грчком или латинском језику, босански православни хришћани су користили народне словенске речи за свештенство. Врховни поглавар цркве био је дјед, а свештеници су били гости и старци (под заједничким именом стројници). Многи повезују те називе са одговарајућим грчким називима, па се сматра да је значење речи гост — игуман (који је имао своју гостиону), старац — презвитер, стројници су јереји, а дјед — епископ.

## Обележја
Припадници Цркве босанске су себе називали хришћанима (христјани, крстјани). У богослужењу су користили старословенски језик, а у верским књигама ћирилично писмо. У хижама (старословенски: хижа — кућа; општежитије) босанских хришћана био је уобичајен заједнички живот жена и мушкараца. Дједови цркве босанске носили су народна словенска имена (уместо тада уобичајених хришћанских имена грчког и јеврејског порекла), а за сва свештена звања су користили словенске називе. Године су бројали од рођења Христа, а не од стварања света (као што је по византијском календару). Црква босанска није прихватала црквену надлежност ни западне, нити источне цркве. Услед притисака, Црква босанска званично је признала папу и Рим, али није испуњавала своје обавезе према Римокатоличкој цркви, чак су пружали уточиште онима које је она прогањала.
Сачувани списи босанских хришћана (Хвалов зборник, Тестамент госта Радина, Млетачка апокалипса, Радослављево јеванђеље, Копитарево четворојеванђеље) правоверни су преписи делова Новога завета, у којима нема „великих тема” манихејског дуализма, са којима су често повезивани: добри и зли бог, материја као замка зла, Сатанин пад, реинкарнација.

## Историја
Хришћанска црква у Босни се први пут помиње под латинским именом ecclesia bosnensis (или bistuensis, boestoensis) 530. и 533. године на црквеним саборима у Салони, метрополи римске Далмације, где је њен епископ Андрија потписао акте црквених сабора. Сматра се да је седиште ове старохришћанске црквене општине било у Мошуњу код Травника или код Зенице, у време када су Босном владали Остроготи.

### 11. век
Најраније податке о Цркви босанској добијамо из списка дједова цркве босанске, где се као први поглавар наводи дјед Јеремија, за кога се претпоставља да је водио цркву између 1010. и 1024. године и кога неки повезују са попом Јеремијом.
У то време неки од хрватских глагољаша и присталица словенског богослужења, које је Католичка црква прогласила јеретицима на сплитским саборима отишли су у Босну, где је црква допуштала старословенски језик.

### 12. век
За време бана Кулина (1180—1204) босанска црква доспела је у средиште међународне пажње јер је пружала уточиште прогнаним патаренима из Далмације и бабунима из Рашке. Бан Кулин је био ожењен сестром Стефана Немање, за коју се тврди да је имала богумилска уверења. Кулин је прогнанима пружио уточиште и примио их као добре хришћане и тако остао у народу упамћен као „добри бан Кулин”.
Услед прогона богумила у Рашкој, започетих Сабором против богумила Стефана Немање 1186. године, велики број преживелих је пребегао у Босну, где је пронашао уточиште у хижама (општежитијима) босанске цркве. Приближно у исто време, Католичка црква, на челу са сплитским надбискупом, протерала је из Сплита и Трогира већи број патарена, који су нашли спас у Босни. Међу пребеглим патаренима је био и Аристодије, „вјешт латинској и славенској књизи”, за кога се сматра да је касније постао дјед Растудије, поглавар Цркве босанске. И поред тога што ће босанског бана Кулина због тога прогањати и папа и Угарска, Босна је ипак још дуго остала слободна оаза „камо су се спашавали херетици западног, латинског свијета, као на једино европско острво, гдје се поштује слобода савјести и увјерења”.
Године 1199. краљ Далмације и Дукље, Вукан Немањић, најстарији син рашког владара Стефана Немање, обавестио је папу Иноћентија III, оснивача инквизиције, да се „у земљи Босни развија јерес не малих размера и то у толикој мери да је и сам бан Кулин, пошто је са својом женом и својом сестром… и са више својих сродника био заведен, превео у ову јерес више од десет хиљада хришћана”. У писму се још образлаже опасност од њиховог учења које се толико раширило у Босни, да представља озбиљну опасност по интересе римске цркве.

### 13. век
Дана 11. октобра 1200. папа Иноћентије III је писао свом вазалу, угарском краљу Емерику:
Папа је угарском краљу Емерику наредио да се обрати Кулину и да издејствује да Кулин из Босне протера јеретике, а ако Кулин не послуша, да покрене војску на Босну. Кулин је покушао да избегне опасност од крсташког рата писмом папи у ком је правдао своје поступке тиме што тобожње јеретике није сматрао кривоверцима него добрим хришћанима, те је замолио папу да пошаље изасланика да испита ствари. Дана 21. новембра 1202. папа је написао сплитском надбискупу Бернарду:

### Билинопољска изјава
Иноћентије III је почетком априла 1203. године, послао изасланике на челу са Јованом де Казамарисом (лат. Iohan de Casamaris; Јован капелан) у Босну под угарском заштитом, а посредством дубровачког архиђакона.
Дана 8. априла 1203. године, папини изасланици на црквено-државном сабору на Билином Пољу код Зенице изнудили су потписивање Билинопољске изјаве од бана Кулина и старешина босанских хришћана — Драгича, Љубина, Дражете, Прибиша, Љубена, Радоша и Владоша којом се ови одричу раскола и признају учење и обичаје римске цркве, уз сведока дубровачког архиђакона Марина.
Том изјавом су прваци Цркве босанске дали писмену изјаву папином посланству да се одричу раскола (лат. abrenuntiamus scismati), да ће остати верни наредбама и заповедима свете Римске цркве, да ће у свим местима где имају заједнице имати и храмове и свештенике који морају барем недељом и празницима држати службу и исповедати, да ће у црквама имати олтаре и крстове, а поред цркви гробља, да ће читати књиге, како Новог тако и Старог завета, да ће најмање седам пута годишње причешћивати од свештеника, да ће се придржавати постова одређених од цркве, да ће славити црквене празнике, да ће жене у заједници бити одељене од мушкараца како у спаваоницама тако и за трпезом, да неће примати венчане жене или мушкарце, осим ако се обоје заједнички обрате, да никога ко је манихејац или други кривоверац, неће примити да с њима станује, да ће се од световњака разликовати одећом, која ће бити затворених боја, не шарена, да се неће звати хришћанима него браћом, да ће избор старешина потврђивати римски свештеник. На крају кажу:
За све ставке старешине су потписали да јамче „у име свију који припадају нашој заједници, са свим имањима и стварима”. После тога су хришћански поглавари Љубин и Дражета поведени с Јованом Казамарисом на двор угарског краља Емерика, где су 30. априла, у присуству многих, поновили обећање и заклели се да ће бити верни католичкој цркви.
Ипак, босански хришћани су се веома брзо вратили својим обичајима. Наставили су да бирају старешине не предлажући их папи на потврду. Папа је онда оптужио епископа Владимира да је пуки незналица и бесрамни бранитељ јеретика, којима је поглавица његов рођени брат, да у цркви не врши никакве службе божје нити дели свете тајне, па ни форме крштења не зна, већ с јеретицима у неком селу борави.

### Крсташки походи на Босну
Почетком 13. века инквизиција је започела масовне прогоне хришћана који су се противили римској превласти. Папа Иноћентије III је покренуо двадесетогодишњи крсташки рат против катара у Лангдоку (данас јужна Француска) који је трајао од 1209. до 1229. године. Степен насиља према катарима је био екстремно велик, а на почетку рата крсташи су побили цео град Безије од 10.000 становника. Дана 15. августа 1209. крсташи су освојили Каркасон, где су одузели становништву сву имовину и протерали их голе из града. Многи хришћани беже у Босну пред прогонима крсташа. Дана 2. јула 1223. године кардинал Конрад, папин легат за Француску написао је писмо којим сазива француске бискупе на синод у ком је такође додао да на Балкану живи њихов старешина, којег албижани називају папом, и коме долазе по савете и да он има свог намесника у Француској, Бартоломеја из Каркасона. Енглески историчар Роџер де Вендовер (енгл. Roger de Wendover) 1236. такође је помињао јеретичког папу у Босни. У то време на челу Цркве босанске био је дјед Растудије.
Истовремено, услед настављених прогона богумила у Рашкој које су вршили Немањини синови, Стефан и Растко Немањић, многи прогнаници су такође бежали у Босну. Први синод Српске православне цркве у Жичи 1221. године проклео је поглаваре босанске цркве која прима прогнане хришћане:
Године 1233. папа је послао у Босну свог изасланика, Јакова Пекорарија, наложивши му да смени босанскога бискупа, „заштитника јеретика”, који се бранио да је из незнања погрешио. Јаков Пекорари је окривио дубровачког надбискупа за стање у босанској бискупији, јер је он био дужан да зна за то, а ипак је поставио јеретика за бискупа и трпео да се служба божја не обавља у црквама. Зато је папин легат Јаков изузео босанску бискупију из дубровачке јурисдикције и подредио је калочком надбискупу. Затим је сменио босанког бискупа, и уместо њега 1234. поставио Немца Јохана из Вилдесхаузена, припадника доминиканског реда, основаног за сузбијање јереси. Босанци нису признали овог бискупа, већ су изабрали свога, тако да су у Босни упоредо постојала два бискупа, један босански и други латински. Доминиканци су онда уз помоћ инквизиције почели прогоне кривовераца по Босни, што је изазвало велико незадовољство међу становништвом.
Папа Гргур IX 1234. године започео је крсташки рат против јеретика у Босни, а 1235. потврдио је даровницу угарског краља Андрије по којој је Босна припадала херцегу Коломану. Између 1235. и 1237. Угарска је извршила крсташки поход на Босну и притом заузела подручје Хумске земље. Рат је трајао скоро пет година, крсташи су преплавили Босну, а становништво је пружало жилав отпор. Нови бискуп Јохан је тражио од папе да га разреши дужности, а папа му је одговорио: „Ако те тешкоће ратне притишћу, љубав према Богу, према твојој души и повереној ти цркви траже од тебе, да до смрти не бежиш од твоје тешке службе. Стога те саветујемо, да одустанеш од молбе за оставку и не оставиш управу твоје цркве, него да на јеретике и остале противнике католичке вере мушки и јаком руком удариш.” Пошто је овај поход остао без знатнијих успеха, угарски краљ Бела IV и калочки надбискуп поновили су свој захтев папи Иноћентију IV да им изда дозволу за покретање новог крсташког рата. Босански бан Матеј Нинослав написао је папи писмо у ком је покушао да га убеди да је ревни католик и да никада није био јеретик, што су папи потврдиле и комисије које је слао у Босну. Године 1248. папа је написао калочком надбискупу: „Како смо дознали, није племенити господин Нинослав, бан босански, одступио од праве вере, него живи као католик и опслужује хришћанске прописе, иако је некада у невољи добио помоћ и наклоност јеретика противу непријатеља својих”.
По завршетку рата, угарски двор 1250. године изместио је седиште босанске бискупије из Босне у Ђаково. Приближно у исто време и православни епископ Хумске земље напустио је седиште у Стону и прешао у манастир Светог Петра на Лиму. Њиховим одласком настао је вакуум у којем током наредног периода израста хетеродоксна Црква босанска.
Године 1284. Стефан Драгутин је од угарског краља Ладислава IV добио на управу делове босанске земље. Као упоришта против богумилског утицаја из Босне, подизао је манастире с обе стране Дрине: Троноше, Раче, Папраће и Тамне. Године 1291. године Драгутин је јавио папи Николи IV како по Босни има много патарена и замолио га да пошаље фрањевце који су познавали српски језик. На његову молбу папа му је послао двојицу фрањеваца славонске покрајине. Његов биограф, Данило II, каже да Драгутин „многе од јеретика босанске земље обрати у хришћанску веру и крсти их”.

### 14. век
1325. године папа Јован XXII пише Стефану Котроманићу да се „велико мноштво јеретика сабрало са свих страна и преселило у Босну”.
1337. године хрватски кнез Нелипац предузима крсташки поход на Босну. Папа позива хрватске великаше да помогну кнезу Нелипцу, а у писмима, као главног кривца за јерес која је задесила Босну, наводи бана Стефана II. Босански бан Стефан II покушава да сукоб изглади мирно, и папиног легата фрањевца Герарда, који 1339. долази да истражи проблеме у Босни, на самој граници љубазно дочекује, убеђујући га да нема потребе за новим крсташким ратом. Герард о томе пише папи, који након тога у друкчијем духу пише босанском бану фебруара 1340. године: „Драгом сину племенитом Стјепану бану босанском поздрав и апостолски благослов. Из извештаја фра Герарда дознали смо, да је на наговор краља Карла дошао код тебе и нашао те спремна, да се у босанској бановини обнови служба Божја, која је због многих тамошњих јеретика одатле сасвим нестала, те желиш да се обнове све цркве, које тамо леже сада порушене, и да се у њима врши служба Божја по обреду и обичају црквеном. Стога те молимо да добро промислиш, колика опасност теби и твојим наследницима прети, ако у Босни слободно остану. Зато своју одлуку храбро спроведи и ако нам будеш слао посланике, да нас о свему обавестиш, а ми ћемо угарског краља и остале вернике и владаре околних места позвати да ти помогну”. У складу са Стефановим обећањима, између 1340. и 1343. године организован је фрањевачки ред у Босни и почиње јаче деловање Католичке цркве. Подизани су фрањевачки манастири, а „фратри су обраћали и крштавали много јеретика, па су из свих оних крајева, на глас о њиховој доброти и добрим делима која су чинили, свакодневно хрлиле многе особе света живота у босанску викарију, како се називало главно њихово седиште”.
Након великих шумских пожара у Босни 1366. године, у изгорелим крајевима су „подигнута многа села, у којима станују босански патарени, који се зову манихејци, и ти тврде да је Бог спалио и сажгао она брда на њихову корист, јер Бог љуби њихову вјеру”.
Повремено и даље наилазимо на сведочанства о верским прогнаницима који се склањају у Босну, попут енглеског јеретика Гвалтерија крајем 14. века. Италијански катар Јаков Бех (итал. Giacomo Bech) пред инквизицијским судом признаје да је 1378. године кренуо у Босну где је требало да прихвати науку од тамошњих учитеља, али због лошег времена никада није стигао. Он наводи и многе друге катаре (Моретус Ребелатор де Барбис, Иван Наро, Гранони Бенцио, Петар Патријус, његов брат Јакобини, Бернардо Рошерио...), из његовог градића Кјери на северу Италије, који су тих година такође ишли у Босну ради учења.

### 15. век
Године 1402. папа Бонифације IX записује у својој були „Ex iniucta Nobis” да су фрањевци обратили кривоверника „пет стотина тисућа или око тога броја”. 19. децембра 1403. године Дубровчани пишу угарском краљу Жигмунду о великим трошковима које су имали „обраћајући патарене од босанске вере на хришћанство”.
Угарски краљ Жигмунд Луксембуршки је након рата против Босне, из њеног састава издвојио Сребреницу, познату по рудницима сребра, и поклонио је српском деспоту Стефану Лазаревићу 1411. године. Стефан Лазаревић је своју владавину у тој области започео једним тешким чином. Кад су се у руднику Сребреници побунили рудари, наредио је да се коловође казне стављањем усијаних белутака под колена, и тако заувек остану осакаћени. У старом српском ћириличком документу који описује како је Сребреница освојена од Босне, за њезине становнике се каже: „Се же вси јереси богомилские сут”.
У 1440-им годинама католичење је било у пуном замаху. Последњи владари Босне су били савезници Католичке цркве и прогонитељи босанских хришћана, у нади добијања помоћи западних држава за одбрану од надирућег Османског царства. Почетком 1453. године дјед босанске цркве (вероватно Милоје 1430—1450 или Ратко II 1450—1465) напушта територију Босне и тражи уточиште у Херцеговини код херцега Стефана Вукчића, где многи босански хришћани прихватају православље. Тако се 1453. године у посланици цариградског патријарха Генадија II Схоларија синајским калуђерима каже да је православни владика у земљи херцега Стефана обратио многе од „кудугера” у православну веру, укључујући и босанског дједа.
Године 1459. за владавине краља Стефана Томаша (1444—1461) започиње званичан прогон босанских хришћана, који су морали да дођу под окриље Католичке цркве или да буду прогнани.
Године 1461. Стефан Томаш заробљава три поглавара босанских хришћана: Ђура Кућинића, Стојшана Твртковића и Радмила Воћинића, и шаље их у Рим папи Пију II на ислеђивање. По папином налогу, кардинал Хуан де Торкемада, стриц великог инквизитора Томаса де Торкемаде, саставио је одрицање (објурацију) у педесет тачака, где се наводно излажу све њихове главне заблуде, које он побија католичком науком. Спис је познат под називом Педесет заблуда манихејских у Босни.
Године 1466. године је један од поглавара Цркве босанске, гост Радин, писмено затражио од Млечана одобрење да се пред Турцима склони у Млетке (Венецију), и запитао да ли може повести педесет-шездесет чланова своје цркве, што неки сматрају главнином преосталих старешина.
Црква босанска након пропасти босанске државе и сама престаје постојати, а босански хришћани се временом стапају са постојећим религијама у Босни. Постоји теза, коју углавном заступају бошњачки научници, по којој босански хришћани, односно богумили, прогоњени како од православне тако и од католичке цркве, доласком Османлија масовно прелазе у ислам. Ову хипотезу многи научници оспоравају, а према страним ауторима (Фине, Малколм) број босанских хришћана уочи османлијског освајања, и у првим деценијама турске власти, износио је неколико стотина људи, „Стога се чини да се у време кад су Турци преузели власт, Црква босанска била већ распала и стварно угасила”.

### 16. век
У османским катастарским књигама за Босну од друге половине 15. до краја 16. века, у којима су људи разврстани по верској припадности, упоредо са православнима и католицима, за које се употребљавају називи „гебр” или „кафир” (неверник), наводи се и назив кристијан. У првим таквим књигама наведена су два-три читава села као кристијани, чији укупан број износи око 700 људи.

## Стећци
Босански хришћани су већином покопавали мртве поред православних цркава. Стећци, камени надгробни споменици који се налазе свуда по Босни, разасути појединачно или у малим групама, сматрају се најважнијим материјалним остацима босанских хришћана.
До сада је пронађено преко 60.000 стећака на територији Босне и Херцеговине, западне Србије, јужне Хрватске и Црне Горе. На многим стећцима, покојник истиче да лежи на својој земљи „на својини, на племенитој”, што указује да су сахрањивани на својим имањима. Ипак, иако неки стећци несумњиво сведоче о припадности покојника „правој вери босанској”, постоје и они под којима су покопани припадници Православне и Католичке цркве.

## Богумили и Црква босанска
Једно од спорних места за истраживаче средњовековне босанске историје је однос богумила и Цркве босанске. Тумачење тог односа варира од пружања уточишта, без икаквог утицаја на учење, до потпуног стапања богумилског покрета са босанском црквеном организацијом. Богумили, који су се такође називали хришћанима, такође нису прихватали власт Рима ни Цариграда, као ни страни језик на уштрб словенског. Сматра се да је један од њих, Растудије, чак постао и дјед босанске цркве. Па ипак, богумилско дуалистичко учење се доста разликује од сачуваних правоверних списа цркве босанске. Колико су ови хришћани, које су проглашавали јеретицима, утицали на учење и устројство Цркве босанске, још увек је предмет проучавања.
У данашњој науци су присутна три различита тумачења Цркве босанске, која се условно могу назвати: богумилско, православно и католичко.

### Богумилско тумачење
Богумилско тумачење датира из 19. века, када је хрватски историчар Фрањо Рачки у свом делу „Богумили и патарени” објављеном 1870. покушао доказати да је Црква босанска изданак богумилства. Он је истицао да Црква босанска припада дуалистичком покрету, да је сродна катарима и патаренима, а различита од католицизма и од православља. Ширење дуализма из Бугарске је извршено у условима непостојања снажне правоверне цркве на простору Босне (неки чак поистовећују босанског дједа Јеремију са бугарским попом Јеремијом). У време Кулина кад Црква босанска израња као међународни проблем, она је већ укорењена у свом самосталном развоју од скоро 200 година. У прилог ове теорије наводи се да су их и католици и православни називали јеретицима, да су примали прогнане јеретике са источних и западних страна, и да нису покопавали мртве на црквеним гробљима већ на њиховим имањима или негде у природи, што су и катари у западној Европи такође чинили. Стећци се сматрају њеним највећим материјалним остацима и наглашава се сличност са каснијим муслиманским нишана. Прихватање ислама од великог дела босанског становништва се тумачи тиме што су богумили вековима прогоњени од стране католика и православних. Ова теорија је постала посебно раширена међу босанским муслиманима у 20. веку.
Ову теорију заступају: Фрањо Рачки, Иво Пилар, Драгутин Прохаска, Владимир Ћоровић, Александар Соловјев, Дмитриј Оболенски, Михаило Динић, Сима Ћирковић, Драгутин Книвалд, Драгољуб Драгојловић, Пејо Ћошковић и други.

### Православно тумачење
Православно тумачење наглашава да је Црква босанска била изворно православна црква, коју су католици прогласили јеретичком да би имали оправдање за крсташке походе. Задарски правник Божидар Петрановић у делу „Богумили, Црква босанска и крстјани” објављеном 1867. године, истиче да је Црква босанска била једна од православних цркава, вероватно српска, која је под утицајем бугарских богумила прихватила нека јеретичка веровања. Богумилима се у Босни оспорава свако постојање, јер се њихово име не спомиње у изворним списима. Назив „патарени”, којим су католици називали припаднике босанске цркве, Глушац тумачи веровањем у исхођење Светог Духа само од Оца (лат. ex Patre), које је западна црква осудила на сплитском сабору 1060. године. Као докази ове тезе се обично наводе: народна имена дједова цркве босанске (која се тумаче као српска), ћирилично писмо и старословенски језик у богослужењу, слављење празника према источном календару и назив расколник (шизматик) који је римска црква употребљавала за православце је онај ко се одметне хијерархијски, а јеретик (кривоверац) ко се одметне и догмом односно учењем.
Ову теорију заступају монах Генадије, Божидар Петрановић, Атом (псеудоним Симе Томића), Вид Вулетић Вукасовић, Васо Глушац и други.

### Католичко тумачење
Католичко тумачење заступа историјска школа настала у Хрватској, која тврди да је босанска црква само једна бискупија (или монашки ред), која се током развоја удаљила од Католичке цркве у оквиру које је настала. Застрањивање босанских хришћана се објашњава утицајем словенског паганства, одбацивањем клинијевско-грегоријанских реформи и употребом словенског језика богослужења. У прилог ове теорије се наводи да је Црква босанска директан превод латинског назива „ecclesia bosnensis”, старе бискупије у чијем крилу је настала, да је признавала папи примат, да у сачуваним списима нема дуализма већ су у духу хришћанских светих књига и да босански хришћани броје године од рођења Христа, а не од стварања света, како су чинили православци. Трухелка тврди да је Црква босанска наставак старе прахришћанске цркве из „илирских” времена, која је услед промењених политичких прилика изгубила везу с матицом, али је по свом карактеру остала католичка.
Заступници ове теорије су Ћиро Трухелка, Јарослав Шидак, Хофер, Вег, Петровић, Милетић, Мандић и други.